# Бротон (Илиноис)
Бротон (енгл. Broughton) град је у америчкој савезној држави Илиноис.

## Демографија
По попису из 2010. године број становника је 194, што је 1 (0,5%) становника више него 2000. године.
| Група             | 2000.       | 2010.       |
| Белци             | 191 (99,0%) | 186 (95,9%) |
| Афроамериканци    | 0 (0,0%)    | 0 (0,0%)    |
| Азијати           | 1 (0,5%)    | 0 (0,0%)    |
| Хиспаноамериканци | 1 (0,5%)    | 6 (3,1%)    |
| Укупно            | 193         | 194         |